# Barnsley Football Club 2019-2020
Questa voce raccoglie le informazioni riguardanti il Barnsley Football Club nelle competizioni ufficiali della stagione 2019-2020.

## Maglie e sponsor[1]
| Casa | Trasferta | Terza divisa |

Sponsor ufficiale: The Investment Room
Fornitore tecnico: Puma

## Rosa
| N. |                        | Ruolo | Calciatore                   |
| -- | ---------------------- | ----- | ---------------------------- |
| 1  | Austria (bandiera)     | P     | Samuel Şahin-Radlinger       |
| 2  | Inghilterra (bandiera) | D     | Jordan Williams              |
| 3  | Galles (bandiera)      | D     | Ben Williams                 |
| 4  | Australia (bandiera)   | C     | Kenny Dougall                |
| 5  | Spagna (bandiera)      | D     | Bambo Diaby                  |
| 6  | Danimarca (bandiera)   | D     | Mads Juel Andersen           |
| 7  | Inghilterra (bandiera) | A     | Jacob Brown                  |
| 9  | Inghilterra (bandiera) | A     | Cauley Woodrow               |
| 10 | Germania (bandiera)    | C     | Mike-Steven Bähre (capitano) |
| 11 | Inghilterra (bandiera) | A     | Conor Chaplin                |
| 13 | Inghilterra (bandiera) | P     | Jack Walton                  |
| 14 | Germania (bandiera)    | D     | Kilian Ludewig               |

| N. |                        | Ruolo | Calciatore        |
| -- | ---------------------- | ----- | ----------------- |
| 16 | Inghilterra (bandiera) | C     | Luke Thomas       |
| 17 | Austria (bandiera)     | C     | Marcel Ritzmaier  |
| 18 | Austria (bandiera)     | D     | Michael Sollbauer |
| 19 | Austria (bandiera)     | A     | Patrick Schmidt   |
| 20 | Inghilterra (bandiera) | C     | Callum Styles     |
| 22 | Kenya (bandiera)       | D     | Clarke Oduor      |
| 23 | Spagna (bandiera)      | D     | Dani Pinillos     |
| 24 | Finlandia (bandiera)   | D     | Aapo Halme        |
| 26 | Senegal (bandiera)     | A     | Mamadou Thiam     |
| 27 | Inghilterra (bandiera) | C     | Alex Mowatt       |
| 28 | Portogallo (bandiera)  | C     | Elliot Simoes     |
| 40 | Inghilterra (bandiera) | P     | Bradley Collins   |